# Bistum Catanzaro
Koordinaten: 38° 54′ N, 16° 36′ O

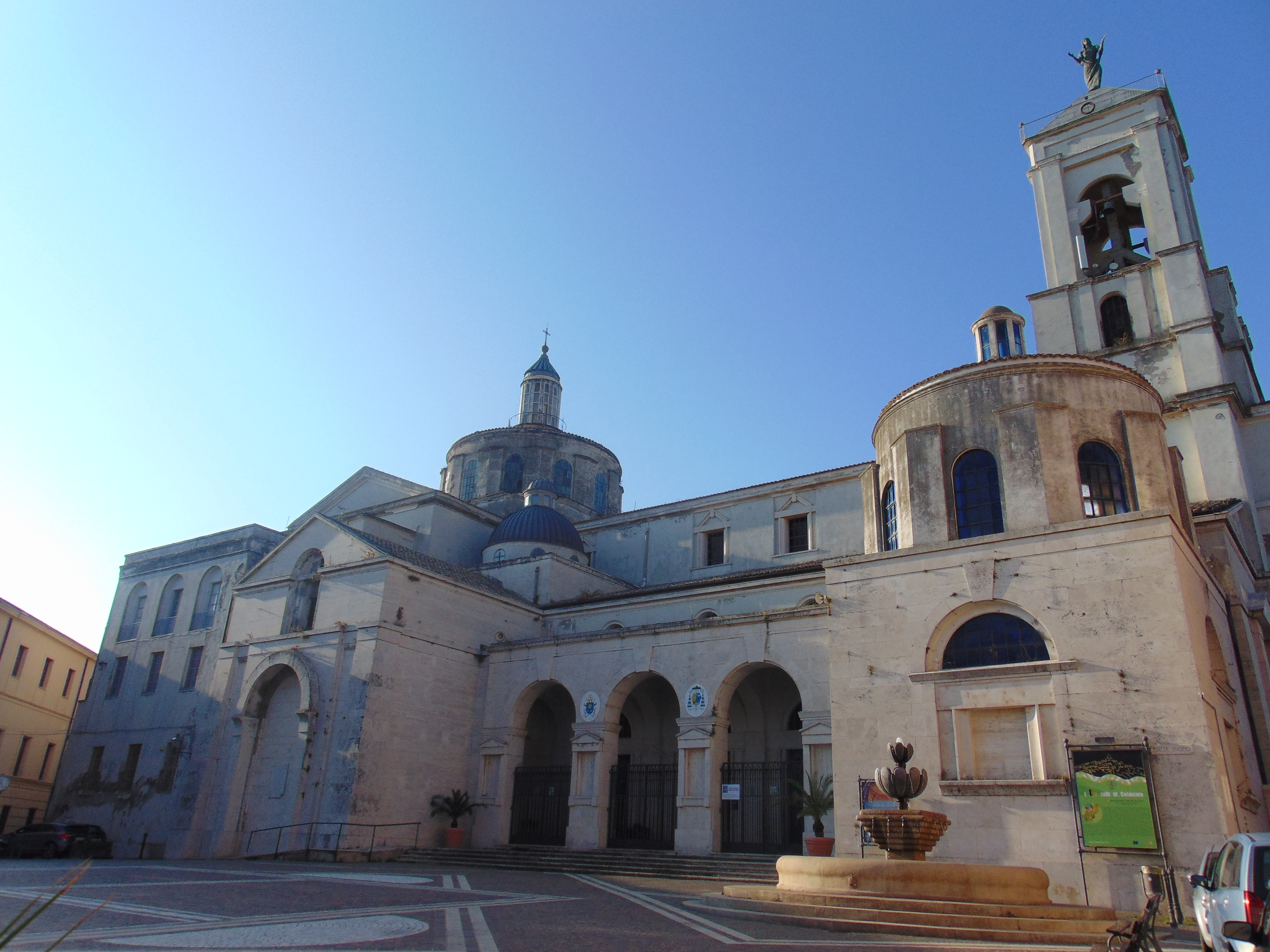
Kathedrale Santa Maria Assunta in Catanzaro

Das Bistum Catanzaro (lat. Catacium/Cathacium, auch Catanzarium, adj. Dioecesis Catacensis/Cathacensis) war eine Diözese der römisch-katholischen Kirche mit Sitz in der Stadt Catanzaro in der Provinz Catanzaro in der Region Kalabrien (Italien). Das Bistum wurde 1121 durch Abtrennung vom Bistum Squillace gebildet. Es war zunächst direkt dem  Heiligen Stuhl unterstellt, ab Ende des 12. Jahrhunderts war es dann ein Suffraganbistum des Metropolitansitzes Reggio Calabria. 1927 wurde es aus der Unterstellung unter das Erzbistum Reggio Calabria gelöst und selber zum Erzbistum erhoben. 1986 wurde das Erzbistum Catanzaro mit dem Bistum Squillace zum Erzbistum Catanzaro-Squillace vereinigt, und das neue vereinigte Erzbistum wurde 2001 schließlich zum Metropolitansitz erhoben.

## Lage
Das ursprüngliche Bistumsgebiet grenzte im Nordosten an das Bistum Belcastro, im Norden an das Erzbistum Cosenza und das Bistum Lamezia Terme, im Südwesten an das Bistum Squillace und im Südosten an das Ionische Meer. Es umfasste die Gemeinden und Städte Catanzaro, Cropani, Rocca Falluca (Wüstung), Sellia, Simeri, Taverna und Tiriolo. Die Bischofskirche war die Kathedrale Santa Maria Assunta e dei Santi Pietro e Paolo in Catanzaro. Diese Kirche ist heute die Kathedrale des Erzbistums Catanzaro-Squillace.

## Geschichte
Das Bistum Catanzaro wurde am 14. Januar 1121 von Papst Calixtus II. (wieder?) begründet; das neue Bistumsgebiet wurde vom Bistum Squillace abgetrennt und dem Heiligen Stuhl direkt unterstellt. Das Bistum Squillace verlor dadurch die (nördliche) Hälfte des ursprünglichen Bistumsgebietes. Der ursprüngliche Sitz des neuen Bistums war nach der Gründungsurkunde der Ort Tres Tabernae, das heutige Taverna. In der Gründungsurkunde wird erwähnt, dass Tres Taberna schon früher ein eigenes Bistum gewesen sei, das aufgrund der Sarazenenangriffe mit dem Bistum Squillace vereinigt worden sei. Dies ist jedoch sehr zweifelhaft. Möglicherweise liegt hier eine Verwechslung mit einem früheren Bistum Tres Tabernae in Latium vor. Jedenfalls gibt es keine urkundlichen Belege, dass Taverna vor der Bistumsgründung von 1121 schon einmal Bischofssitz war. Papst Calixtus II. schenkte dem Bistum auch die Gebeine des Hl. Vitalianus, Bischof von Capua, der nun zum Stadt- und Bistumsheiligen von Catanzaro wurde. Die Erwähnung von Taverna als ursprünglicher Bischofssitz in der Gründungsurkunde gab Anlass zu einem Streit zwischen Catanzaro und Taverna um den Bischofssitz.
Bischof und Domkapitel nahmen nach Gründung des Bistums jedenfalls ihren Sitz in Catanzaro. Bereits 1122 ist die Weihe der Kathedrale in Catanzaro urkundlich belegt. 1168 erhielt das Bistum Catanzaro eine Bestätigung des Bistumsgebietes und des Bischofssitzes von Papst Alexander III. Dem Bistum wurden die Orte Catanzaro, Taverna, Rocca Falluca (heute Wüstung), Tiriolo, Amato, Simeri, Barbaro, Cardeto, Castello di Mileto, Sellia und Castello zugewiesen. Nach dem Liber censuum von 1192 war das Bistum Catanzaro dann aber dem Erzbistum Reggio Calabria als Suffraganbistum unterstellt. 1217 bestand das Domkapitel aus 11 Kanonikern. Der Streit um den Bischofssitz zwischen Catanzaro und Taverna schwelte auch in den folgenden Jahrhunderten weiter, bis Kaiser Karl V. 1532 ein Machtwort sprach und alle Ansprüche von Taverna zurückwies.
1927 wurde das Bistum Catanzaro aus der Unterstellung unter das Erzbistum Reggio herausgelöst und zum Erzbistum erhoben. Es erhielt aber (noch) nicht die Stellung eines  Metropolitansitzes. 1986 wurde das Erzbistum Catanzaro mit dem Bistum Squillace zum Erzbistum Catanzaro-Squillace vereinigt, und das neue Erzbistum wurde schließlich mit Wirkung vom 30. Januar 2001 auch zum Metropolitansitz erhoben. Das Erzbistum Crotone-Santa Severina und das Bistum Lamezia Terme wurden als Suffraganbistümer zugeordnet.
Am 18. November 1989 verlor die Erzdiözese Catanzaro-Squillace die Parochien Bivongi, Camini, Campoli (Fraz. Caulonia), Foca (Fraz. Caulonia), Ursini (Fraz. Caulonia), Monasterace, Pazzano, Placanica, Riace, Riace Marina, Stignano und Stilo an die Diözese Locri-Gerace. Umgekehrt erhielt sie zwei Parochien vom Bistum Locri-Gerace, beide in Fabrizia, und eine Parochie vom Erzbistum Crotone-Santa Severina, Cuturella (Fraz. Cropani). Von der Diözese Lamezia Terme erhielt sie die Parochie Castagna (Fraz. Carlopoli) und von der Erzdiözese Cosenza-Bisignano die Parochie Panettieri.

## Bischöfe von Catanzaro
Die Erzdiözese Catanzaro-Squillace hat auf ihrer Website eine Cronotassi Vescovi des alten Bistums Catanzaro, die allerdings in den Anfangsjahrhunderten doch z. T. erheblich von den publizierten Listen abweicht. Amtszeiten wurden vervollständigt, obwohl für die Amtszeiten mancher Bischöfe nur wenige Nachweise vorliegen. Ein Quellenverzeichnis ist nicht angegeben. Daher wird diese Bischofsliste bei der folgenden Aufstellung nicht verwendet; es werden nur einige wenige Kommentare zu dieser Liste gemacht.
| Bischof/Verwalter | Amtszeit                                                 | Sonstige Ämter und Bemerkungen |
| --- | -------------------------------------------------------- | --- |
| Joannes/Giovanni | 21. Dezember 1121 bis 6. Januar 1122                     | erster Bischof nach der Wiedergründung, 1122 Weihe der Kathedrale in Catanzaro                                                                                                   |
| Norbertus/Norberto | 1152                                                     | Die Cronotassi Vescovi machen aus Norbertus und Robertus eine Person |
| Robertus | 1167                                                     | |
| Philippus | 1178 bis 27. November 1178                               | Prokurator, Archidiakon von Cosenza |
| Bassovinus vel Busianus/Basuinus/Bassovinus/Bassovinus (Bussianus)/Bassovino                                              | 1200 bis Januar 1210                                     | er wurde 1210 zum Bischof von Aversa ernannt |
| Robertus/Roberto | August 1217 bis September 1222                           | |
| Anonymus | erwähnt 10. Oktober 1233                                 | |
| Anonymus | August 1241 bis Juni 1243                                | |
| Fortunatus/Fortunato | 21. August 1251 bis † April 1252                         | Kanoniker des Domkapitels von Catanzaro, gewählt, aber nicht mehr geweiht (nach Calabretta war seine Amtszeit 1252 bis 1260)                                                     |
| Jacobus/Iacobus/Jacopo/Giacomo                                                                                            | 28. August 1252 bis 1266                                 | OSB, resignierte das Amt |
| Sedisvakanz | circa 1266 bis 9. September 1274                         | |
| Gabriel | Dezember 1274 bis 1. Juli 1280                           | fehlt bei Gams, Cappelletti und Ughelli; sie fügen hier stattdessen für 1275 einen Bischof Nicolaus ein auch Calabretta hat hier einen Bischof Nicolaus (Amtszeit 1275 bis 1305) |
| Jacobus/Jacopo/Giacomo | 18. Dezember 1299 bis † ?                                | OFM, Kantor des Domkapitels von Catanzaro, Gams gibt die Amtszeit von Bischof Jacobus mit 1305 (gewählt) bis † 1308 an                                                           |
| Venutus/Venutus de Neocastro/Venuto da Nicastro                                                                           | 1305 (gewählt) bis circa † 1342                          | OFM, nach Gams 1309 gewählt, nicht vor 1325 bestätigt |
| Petrus Salamia/Pietro Salmia                                                                                              | 24. November 1342/27. Oktober 1343 bis † 1368            | OP |
| Nicolaus Andreas/Nicolò Andrea/Nicola Andrea                                                                              | 18. Februar 1368/21. Februar 1368 bis † 1369             | |
| Alphonsus seu Arnulphus/ Alphonsus (Arnulfus)/Astulfus/Alfonso                                                            | 20. Februar 1369/27. April 1369 bis ?                    | |
| Nicolaus | ? bis ?                                                  | fehlt in der Abfolge von Ughelli, Cappelletti und Gams |
| Thomas/Tommaso | 6. Dezember 1398/8. Dezember 1398 bis † 1414             | nach Ughelli † 1421 |
| Hortensius/Ortensio | 1414 bis ?                                               | fehlt in CH |
| Petrus/Pietro/Pietro Amuloya                                                                                              | 7. April 1421 bis † 1435                                 | war vorher Bischof von Isola |
| Antonius/Antonius de Ispigio/Antonio da IpsigoAntonio de Ispiglo                                                          | ca. 13. November 1435/26. Oktober 1435 bis † 1439        | OFM |
| Nicolaus Palmerius/Nicolò Palmieri/Nicola Palmeri                                                                         | 11. Januar 1440/21. Dezember 1440 bis 1448               | OESA, resignierte das Amt |
| Ricciardus/Ricardus/Ricciardo                                                                                             | 5. Juni 1448 bis † 1450                                  | vorher Kanoniker in Cosenza, fehlt in CH |
| Palamides/Palamide/Palamede di Landro                                                                                     | 23. Januar 1450 bis † 1467                               | CRSA, Abt des Augustinerklosters S. Pietro ad Aram (Neapel) |
| Joannes Geraldinus/Joannes Geraldini/Giovanni Geraldini                                                                   | 24. März 1467 bis † 1488                                 | |
| Stephanus Goffredus/Stephanus Goffredi/Stephanus de Gotifredis (Goffredi)/Stefano Gottifredi/Stefano Goffredi             | 9. Januar 1489 bis † 1505                                | |
| Evangelista Tornafranza/Joannes Evangelista Tornafranza/Joannes Evangelista Tornafrancia/Giovanni Evangelista Tornefranza | 27. April 1509 bis † 1523                                | |
| Antonius de Paula/Antonio de Paola                                                                                        | 24. Juli 1523 bis 1529                                   | Mönch aus dem Kloster S. Maria di Curazzo, resignierte das Amt, war vorher Bischof von Nicastro                                                                                  |
| Hieronymus de Paula/Gerolamo de Paola/Girolamo de Paola                                                                   | 4. Mai 1530/9. Mai 1530 bis † 1530                       | war vorher Bischof von Nicastro |
| Angelus Geraldinus de Amelia/Angelus Geraldini/Angelus Geraldinus de Ameria/Angelo Geraldini/Angelo Geraldini d'Amelia    | 6. März 1532/3. Juli 1532 bis 15. Mai 1536               | resignierte das Amt |
| Alexander Card. Cesarinus/Alexander de Caesarinis/Alessandro Cesarini                                                     | 15. Mai 1536 bis 18. August 1536                         | Kardinal, Apostolischer Administrator, resignierte das Amt, fehlt in Gams |
| Sfortia Geraldinus/Sfortia Geraldini/Sforza Geraldinus de Ameria/Sforza Geraldini/Sforza Geraldini d'Amelia               | 8. August 1536/18. August 1536 bis † 28. Februar 1550    | |
| Ascanius/Ascanius Geraldini/Ascanius Hieronymus de Geraldinis/Ascanio Geraldini/Ascanio Geronimo Geraldini d'Amelia       | 19. März 1550 bis † 1570                                 | |
| Angelus Horabona/Angelus (Horabona) de Aversa/Angelo Orabona/Angelo Oraboni                                               | 12. April 1570 bis 17. März 1572                         | OFMObs, wurde 1572 zum Erzbischof von Trani ernannt |
| Octavianus Moricenas/Octavianus Moricena/Octavianus Moriconi Ottaviano MoricenaOttavio Moriconi                           | 4. Juli 1572 bis † 1582                                  | |
| Nicolaus de HoratiisNicolò degli Orazi/Nicolò Orazi                                                                       | 12. Januar 1582/31. Januar 1582 bis † 11. Juli 1607      | |
| Joseph Pisuiglius/Josephus PisculusIosephus Pisculius (Pisculli)Giuseppe Piscolo/Giuseppe Pisculli                        | 17. September 1607 bis † 1618                            | OFMConv |
| Fabritius Caraccioli Pisquitius/Fabrizio Caracciolo/Fabritio Caracciolo Sisquizo/Moderna (Fabrizio) Caracciolo Piscizi    | 7. Januar 1619 bis 7. November 1629                      | resignierte, wurde 1630 zum Bischof von Oppido Mamertina ernannt |
| Lucas Castellinus/Lucas Castellini/Luca Castellini                                                                        | 19. November 1629 bis † Januar 1631                      | OP |
| Sedisvakanz | 1631 bis 1633                                            | |
| Gonsalvus Caputo/Consalvus Caputo/Consalvo Caputo                                                                         | 8. August 1633 bis † 19. November 1645                   | war vorher Bischof von San Marco |
| Fabius Olivadesius/Fabius Olivadisius (Olivadisi)/Fabio Olivadesi/Fabio Olivadisi                                         | 10. September 1646/16. Juli 1646 bis † 10. November 1656 | war vorher Bischof von Bova |
| Philippus Vicecomes/Philippus Viscoti/Philippus Vicecomes (Visconti)/Filippo Visconti                                     | 23. April 1657 bis † 1664                                | OESA |
| Agatius de Summa/Achatius de Summa/Agatius de Summa (di Somma)/Agazio de Summa/Agazio di Somma                            | 28. April 1664 bis † 1. Oktober 1671                     | war vorher Bischof von Cariati |
| Carolus Sgombrini/Carlo Sgombrino/Carlo Sgombrini                                                                         | 8. Februar 1672 bis † Oktober 1686                       | war vorher Bischof von Belcastro |
| Franciscus Gori/Francesco Gori                                                                                            | 7. Juli 1687 bis 4. Oktober 1706                         | wurde 1706 zum Bischof von Sessa Aurunca ernannt |
| Joannes Matthaeus Vitellonus/Joannes Matthaeus Vitelloni/Gian Matteo Vitelloni/Giovanni Matteo Vitelloni                  | 11. April 1707 bis † Juli 1710                           | |
| Sedisvakanz | 1710 bis 1714                                            | |
| Emanuel Spinellus/Emmanuel Spinelli/Emmanuele Spinelli/Emanuele Spinelli d'Acquaro                                        | 17. September 1714 bis † September 1727                  | CR |
| Dominicus Rossi/Domenico Rubeis/Domenico Rossi (Rosso e Colonna)                                                          | 1. Oktober 1727 bis 26. September 1735                   | OSBCoel, wurde 1735 zum Bischof von Melfi und Rapolla |
| Giovanni Romano Zimari/Giovanni Romano                                                                                    | 26. September 1735 bis † 6. Januar 1736                  | fehlt in Gams, war vorher Bischof von Ortona |
| Octavianus da Pozzo/Ottavio dal Pozzo/Ottavio da Pozzo                                                                    | 9. Juli 1736 bis † 6. Januar 1751                        | |
| Fabius Troyli/Fabio Troilo/Fabio Troyli                                                                                   | 1. Februar 1751 bis † 1. August 1762                     | war vorher Bischof von Minervino |
| Antonius de Cumis/Antonio de Cuneis/Antonio de Cumis                                                                      | 24. Januar 1763 bis † 3. September 1778                  | |
| Salvator Spinelli/Salvatore Spinelli                                                                                      | 12. Juli 1779 bis 26. März 1792                          | OSB, wurde 1792 zum Bischof von Lecce ernannt |
| Joannes B. Marchesi/Giambattista Marchesi/Giovanni Battista Marchese                                                      | 26. März 1792 bis † 22. Dezember 1802                    | |
| Sedisvakanz | 1802 bis 1805                                            | |
| Joannes B. Marchesi/Gian Francesco Marchesi/Giovanni Francesco Marchesi                                                   | 26. Juni 1805 bis † 15. Januar 1818                      | |
| Joannes Francescus Alessandro/Gian Francesco di Alessandria/Giovanni Francesco d'Alessandria                              | 26. Juni 1805 bis 15. Januar 1818                        | |
| Michael Clari/Michele Basilio Clari (Clary)                                                                               | 25. Mai 1818 bis 17. November 1823                       | OSBas, wurde 1823 zum Erzbischof von Bari ernannt |
| Emmanual Bellorado/Emanuele Maria Bellorado                                                                               | 24. Mai 1824 bis 28. Januar 1828                         | OP, wurde 1828 zum Erzbischof von Reggio Calabria ernannt |
| Matthaeus Franco/Matteo Franco                                                                                            | 18. Mai 1829 bis † 27. August 1851                       | |
| Rafael de Franco/Raffaele del Franco/Raffaele de Franco                                                                   | 18. März 1852 bis † 23. August 1883                      | |
| Bernardo Antonio de Riso                                                                                                  | 23. August 1883 bis † 28. Mai 1900                       | OSB |
| Luigi Finoja | 2. Juni 1900 bis 6. Dezember 1906                        | resignierte das Amt |
| Pietro di Maria | 6. Dezember 1906 bis 11. Juni 1918                       | wurde 1918 zum Apostolischen Nuntius in Kanada ernannt |
| Giovanni Fiorentini | 25. September 1919 bis † 20. Januar 1956                 | |
| Armando Fares | 20. Januar 1956 bis 1980                                 | resignierte das Amt |
| Antonio Cantisani | 31. Juli 1980 bis 31. Januar 2003                        | ab 2001 Metropolit des Erzbistums Catanzaro-Squillace, trat in den Ruhestand |
| Antonio Ciliberti | 31. Januar 2003 bis 25. März 2011                        | trat in den Ruhestand, war vorher Bischof von Locri-Gerace |
| Vincenzo Bertolone | 25. März 2011 bis 15. September 2021                     | SdP, trat zurück |
| Claudio Maniago | 29. November 2021 bis ?                                  | |